# Ochyrocera cornuta
Espèce
Ochyrocera cornuta est une espèce d'araignées aranéomorphes de la famille des Ochyroceratidae.

## Distribution
Cette espèce est endémique du Mato Grosso au Brésil,.

## Publication originale
- Mello-Leitão, 1944 : Algumas aranhas da região amazônica. Boletim do Museu Nacional, Nova Série Zoologia, Rio de Janeiro, vol. 25, p. 1-12.